# شبکه‌های اف۵

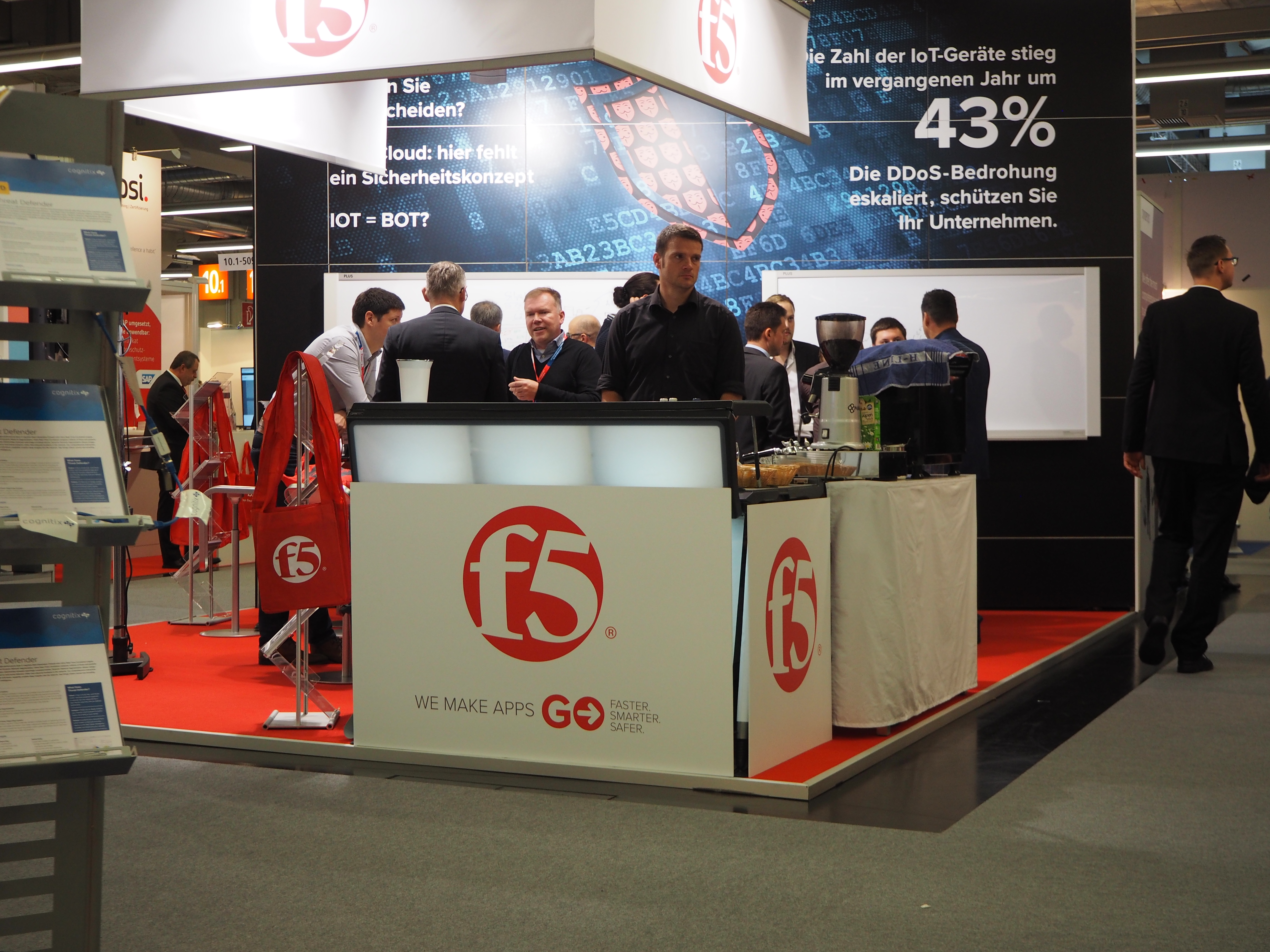
F5 Networks Inc

F5 Networks Inc. یک شرکت جهانی است با تخصص در خدمات نرم‌افزار و برنامه، تحویل، شبکه، (f5). (ADN)فناوری تمرکز بر انتقال امن و کارایی و در دسترس بودن برنامه‌های کاربردی وب و همچنین در دسترس بودن سرور، ابر منابع، ذخیره‌سازی داده‌ها در دستگاه‌ها و دیگر اجزای شبکه است. دفتر مرکزیF5 در سیاتل واشینگتن است ولی در حال توسعه بیشتر تولید و فروش/بازاریابی دفاتر در سراسر جهان است.
در اصل با load balancing شناخته شده‌است، محصولات امروز F5 شامل محصول و خدمات گسترده‌ای است شامل تمام چیزهایی که مربوط به تحویل برنامه‌های کاربردی، از جمله دسترسی و بالانس‌های محلی، دسترسی و تعادل تعاملی (مبتنی برDNS)، امنیت در تعامل و امنبت در دسترسی به سایت‌ها با نرم‌افزار فایروال و نرم‌افزار احراز هویت، دسترسی به محصولات امنیتی DDoS و غیره است. F5 در فضاهای ابری «شخصی و عمومی» و پلاتفرم‌های مختلفی مانند AWS, Microsoft Azure, Google Cloud و OpenStack در دسترس است است.

## تاریخچه شرکت
F5 Networks، که در ابتدا به نام F5 Labs بود، در سال ۱۹۹۶ تأسیس شد. نام این شرکت از ۱۹۹۶ فیلم Twister الهام گرفته شده بود، که در آن اشاره به سریع‌ترین و قدرتمندترین گردباد در مقیاس Fujita: F5 بود.
اولین محصول F5 (در سال ۱۹۹۷ راه اندازی شد) یک سیستم تعادل بار با نام BIG-IP بود. هنگامی که یک سرور از کار می‌افتد یا بیش از حد ترافیک دارد، BIG-IP با هدایت ترافیک به سرورهای دیگر ترافیک را اداره می‌کند.
در ژوئن سال ۱۹۹۹، این شرکت عرضه اولیه سهام خود را داشت و در بورس اوراق بهادار NASDAQ با نماد FFIV ثبت شد.
در سالهای ۲۰۱۰ و ۲۰۱۱، F5 Networks در فهرست ۱۰۰ شرکت سریعترین رشد فورچون قرار داشت. این شرکت همچنین در سال ۲۰۱۰ رتبه ۱۰ یکی از بهترین سهام را در اختیار S & P 500 قرار داد. F5 همچنین بهترین مکان برای کار با مشاغل آنلاین و استخدام سایت Glassdoor در سال ۲۰۱۵ و ۲۰۱۶ بود.
شرکت کنندگان شامل سیستم‌های سیسکو (تا سال ۲۰۱۲)، Citrix Systems و Radware بودند.